# Jesús Gómez (lekkoatleta)
Jesús Gómez Santiago (ur. 24 kwietnia 1991 w Burgos) – hiszpański lekkoatleta specjalizujący się w biegach średniodystansowych. W 2019 roku na Halowych Mistrzostwach Europy w Lekkoatletyce w Glasgow zdobył brązowy medal na dystansie 1500 metrów. Powtórzył ten wynik dwa lata później na imprezie tej samej rangi w Toruniu.